# Henri Pirenne

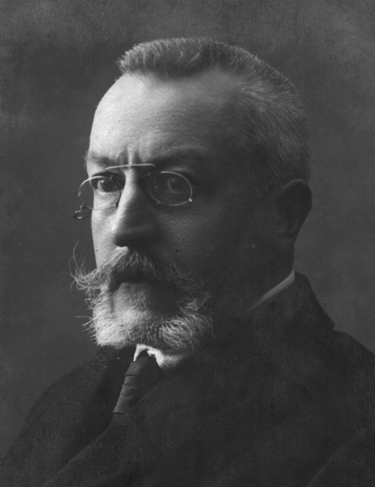
Henri Pirenne

Jean Henri Otto Lucien Marie (Henri) Pirenne (Verviers, 23 december 1862 - Ukkel, 25 oktober 1935) was een Belgisch historicus en hoogleraar. Hij was rector van de Rijksuniversiteit Gent van 1919 tot 1921.

## Levensloop
Henri Pirenne was student aan de Universiteit van Luik (1879-1883) bij de bekende mediëvist Godefroid Kurth wiens kritische en onafhankelijke manier van werken hem sterk beïnvloedde. Hij studeerde verder in Leipzig, Berlijn (1883-1884) en Parijs (1884-1885).
Hij werd hoogleraar in Luik (1885) en in Gent (1886). In Gent doceerde hij tot in 1930 middeleeuwse geschiedenis en geschiedenis van België. Zijn inspirerend onderwijs maakte hem de vader van de Gentse historische school. Hij geldt als een van de grootste Belgische historici. In 1934 werd hij nog hoogleraar aan de ULB.
Hij werd buiten zijn universiteit bekend door zijn monumentale werk Histoire de Belgique (zeven delen, gepubliceerd vanaf 1899 tot 1932). Daarin wilde hij onder meer aantonen dat België reeds een aanvang had genomen vanaf de tijd vlak na keizer Karel de Grote toen diens rijk bij het Verdrag van Verdun in 843 over zijn drie kleinzoons werd verdeeld en onder andere het Middenrijk ontstond waartoe ook het latere België behoorde. Een belangrijke rol in het ontstaan en voortbestaan van de Belgische natie kende Pirenne toe aan de Bourgondische eenmaking en aan het katholicisme van de Zuidelijke Nederlanden.

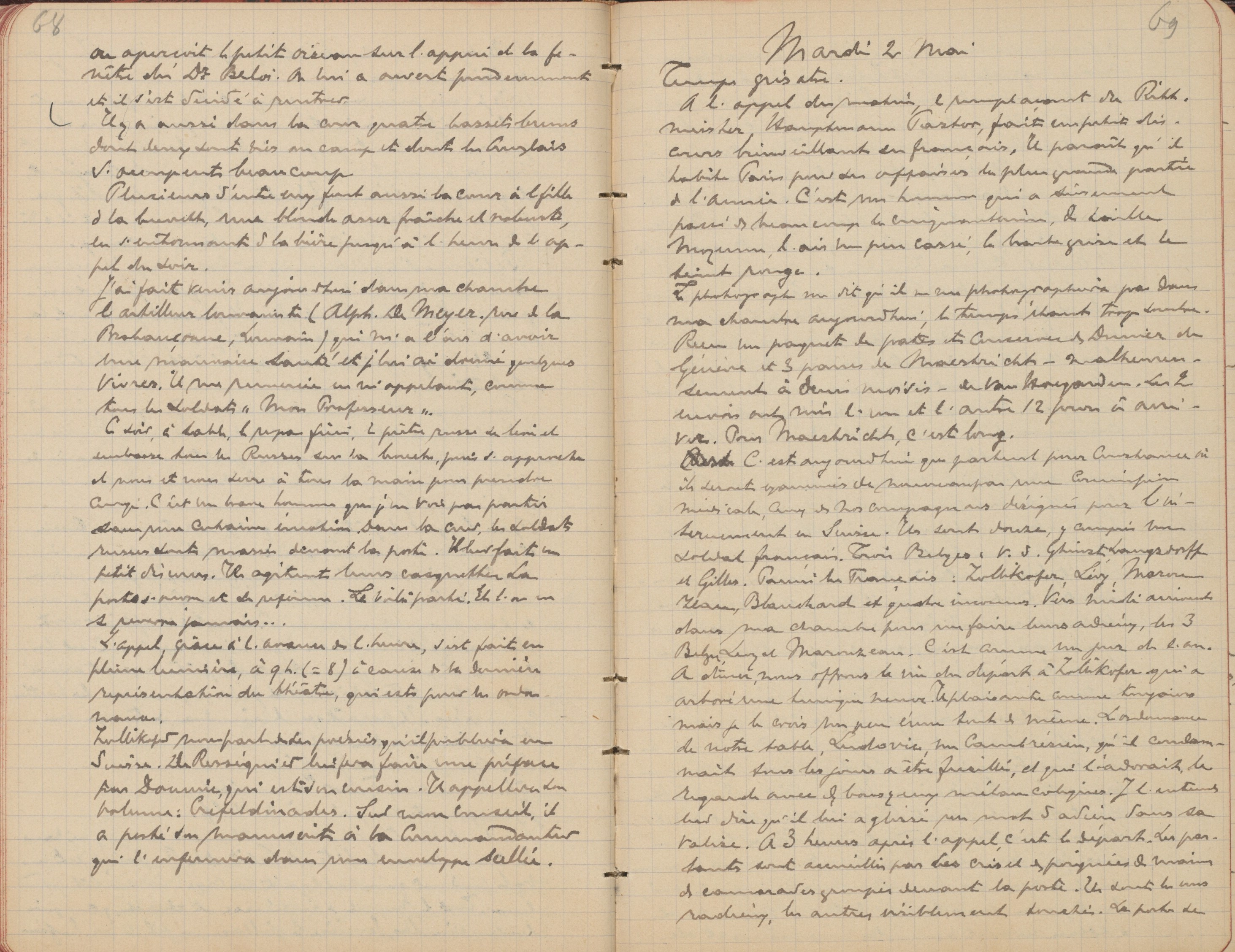
Fragment uit het manuscript "Journal de guerre". Geschreven door Henri Pirenne tijdens zijn gevangenschap in 1916-1918.

## Deportatie naar Duitsland
Gedurende de Eerste Wereldoorlog verzette Pirenne zich heftig tegen de heropening en vernederlandsing van de Gentse universiteit door de bezetter. Zijn 19-jarige zoon Pierre was gesneuveld in de Slag om de IJzer. Als aanstoker van het professorenverzet werd hij naar Duitsland gedeporteerd, met zijn vriend en collega Paul Fredericq. De Duitsers hoopten hierdoor de onwillige hoogleraren die hun lessen opschortten, voldoende te intimideren om hun colleges in Luik en Gent te hervatten. Dat mislukte. In gevangenschap gaf Pirenne voordrachten aan zijn medegevangenen en leerde hij Russisch. Hij ging nadenken over de comparatieve methode en de oorsprong van de westerse beschaving. Het resultaat van de in Creuzburg tot stand gekomen voordrachten, zonder toegang tot enige literatuur, werd later gebundeld als Geschiedenis van Europa, een (onvoltooid) standaardwerk.
“Henri Pirenne was representatief voor de geest van zijn tijd; zijn grote en diepgaande kennis en fraaie heldere stijl worden in zijn werk tot een volmaakte eenheid. (…) het (werk) munt uit door de geniale, beeldende taal, de superieure beheersing van de stof en de oorspronkelijkheid van zijn historische visie,” aldus de kafttekst van de ongedateerde Nederlandse uitgave.

## Vernederlandsing van de Rijksuniversiteit Gent

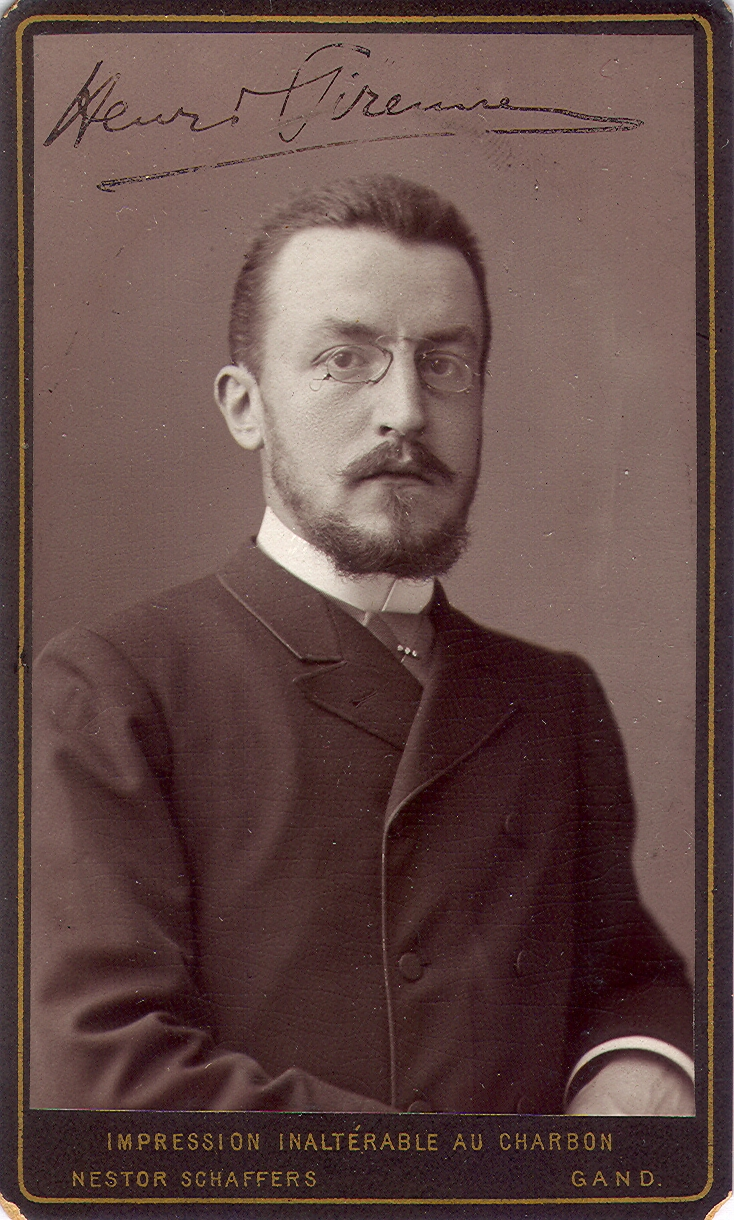
Henri Pirenne (ca. 1890)

Als professor sprak Pirenne zich in 1898 uit voor het tweetalig maken van de Rijksuniversiteit Gent, die uitsluitend in het Frans functioneerde. Bij het uitbreken van de Eerste Wereldoorlog was daar nog niet veel van in huis gekomen (eerste Nederlandstalige cursussen in 1906). De universiteit ging dicht door het oorlogsgeweld en Duitse pogingen om ze te heropenen botsten op weerstand. De bezetter probeerde ze in het kader van de Flamenpolitik om te vormen tot Vlaamsche Hoogeschool, maar werd hierin gedwarsboomd door Pirenne en zijn Vlaamsgezinde vriend Paul Fredericq. Ze slaagden erin het overgrote deel van de professoren aan hun kant te krijgen (op de Duitse vraag of ze in het Nederlands les konden geven, antwoordden er velen dat ze "bekwaam, maar niet in staat" waren). Op 18 maart 1916 werden Pirenne en Fredericq hiervoor gearresteerd en op transport gezet naar Duitsland. De deportatie, die felle protesten uitlokte, maakte de weg vrij voor de zogenaamde Von Bissinguniversiteit. Doordat de activisten een kleine minderheid vormden, bleef ze kleinschalig. Na de overwinning werden de oorlogshelden Fredericq en Pirenne achtereenvolgens rector. Pirenne bleef voorstander van een tweetalige universiteit in Gent. Toen in 1930 de universiteit eentalig Nederlands werd, verhuisde hij naar Brussel.

## De Pirenne-these
De door de Romeinen tot stand gebrachte eenheid rond de Middellandse Zee overleefde de volksverhuizingen maar ging teloor door de Arabische veroveringen. Dit is de these die Pirenne in de Eerste Wereldoorlog bedacht en daarna stelselmatig uitdroeg, culminerend in het postuum verschenen boek Mahomet et Charlemagne (Mohammed en Karel de Grote). Hij wees erop dat de Germanen weliswaar schade toebrachten aan de antieke wereld, maar zich er in de finale analyse door hadden laten opslorpen. De stroom van handel en ideeën doorheen de Middellandse Zee bleef voortbestaan. Pas met de komst van de islam waren de zeeroutes heringericht volgens de behoeften van de nieuwe heersers en raakte Europa afgesneden. Daardoor verschoof het culturele zwaartepunt naar noordelijker gelegen landen. Die evolutie mondde uit in het rijk van keizer Karel de Grote.
De stelling heeft tot grote internationale debatten geleid, maar vindt tegenwoordig in zijn ruime versie vrijwel geen aanhang meer. De meeste moderne historici onderschrijven het eerste deel van de Pirenne-these (assimilatie van de Germanen), maar verwerpen het tweede deel (voortbestaan van de antieke wereld tot de Arabische veroveringen).
De comparatieve methode en sociaal-economische benadering van Pirenne werden overgenomen door de Annales-school, met onder meer Fernand Braudel. In België traden François Louis Ganshof en Hans Van Werveke in de voetsporen van Pirenne.

## Werken (selectie)
- Bibliographie de l'histoire de Belgique, 1893 (2de uitgave, 1902; 3de uitgave met Henri Nowé en Henri Obreen, 1931)
- La nation belge, 1899
- Les origines de l'état belge, 1906
- Les anciennes démocraties des Pays-Bas, 1910
- Histoire de Belgique (7 dln.), 1900-1932
- La nation belge et l'Allemagne, openingstoespraak academisch jaar 1919-1920
- Les villes au moyen âge. Essai d'histoire économique et sociale, 1927
- La Belgique et la guerre mondiale, 1928
- Histoire de l'Europe des invasions au XVIe siècle, 1936
- Mahomet et Charlemagne, 1937

Een volledige bibliografie is te vinden in:
- Rijksuniversiteit Gent, Liber Memorialis 1913-1960, Gent, 1960.